# Dealer/Healer
Pour plus de détails, voir Fiche technique et Distribution.
Dealer/Healer (毒。誡, Duk gai) est un film d'action sino-hongkongais réalisé par Lawrence Ah Mon et sorti en 2017 en Chine. Le scénario est inspiré de l'histoire vraie d'un ancien membre des triades, Peter Chan, et de sa désintoxication de la drogue. Chan, interprété par Lau Ching-wan, est d'ailleurs l'un des producteurs du film,.

## Synopsis
Durant les années 1960 et 1970 à Hong Kong, alors que la ville est dominée par les triades et que la police est corrompue, l'époque est fastueuse pour Chan Wah (Lau Ching-wan), La Ba (Gordon Lam), Kitty (Zhang Jin) et leurs frères. Chan, très arrogant, est considéré comme le chef du « Treize méchants enfants de Tsz Wan Shan (en) ». Il rencontre l'amour de sa vie, Ho-yau (Jiang Yiyan), mais est traqué pour trafic de drogue. Il échappe à la mort grâce à son ennemi Halley (Louis Koo), le chef de l'unité anti-drogue des forces de police, mais ne peut échapper à la loi. Après avoir été libéré de prison, il se blâme pour la mort de son père et la disparition de Ho-yau. Chan réalise ses erreurs passées et est déterminé à tourner la page. Non seulement il participe activement à aider les jeunes à se désintoxiquer de la drogue, mais il est également reconnu comme l'un des dix jeunes les plus remarquables de Hong Kong. Il influence aussi La Ba et Kitty à se remettre sur le droit chemin et contribue à la médiation des différends entre les triades ce qui suscite un grand respect à la fois des triades et de la police. Alors qu'il assiste à des conférences sur le traitement de la toxicomanie au Japon, il retrouve Ho-yau et veut de nouveau être avec elle.

## Fiche technique
- Titre : Dealer/Healer
- Titre original : 毒。誡 (Duk gai)
- Réalisation : Lawrence Ah Mon
- Scénario : Chan Man-keung et Lam Wai-kuk
- Photographie : Zhang Ying
- Montage : Wong Hoi
- Musique : Yue Yat-yiu, Edgar Hung
- Production : Julia Chu, Peter Chan, Cho King-man, Esther Koo, Ren Yue, Diao Lijun, Tang Wai-chuk, Yang Guang, Lee Wai, Lam Yuet-lan, Ricky Fan
- Société de production : Sil-Metropole Organisation, Leap Eagle Media Culture, Dalian Erdong Filming and Cultural, Cheers Studio, Sil-Meteropole Oragnisation (Canton) Film & TV Culture, Beijing Each Media, Sumeru Culture Media (Shenzhen) et Dreams Salon Entertainment Culture
- Société de distribution : Intercontinental Film Distributors (HK)
- Pays d'origine :  Chine et  Hong Kong
- Langue originale : cantonais
- Format : couleur
- Genre : Biopic, film de gangsters, action et drame
- Durée : 101 minutes
- Dates de sortie :
  -  Hong Kong et  Malaisie : 18 mai 2017
  -  Singapour : 25 mai 2017

## Distribution
- Lau Ching-wan : Chan Wah
- Gordon Lam : La Ba
- Jiang Yiyan : Ho-yau
- Louis Koo : Halley (participation amicale)
- Zhang Jin : Kitty (participation amicale)
- Ng Man-tat
- Patrick Tam
- Lo Hoi-pang
- Chen Kuan-tai
- Billy Lau
- Stephen Au (en)
- Ben Lam
- Wan Yeung-ming (en)
- Nora Miao
- David Lam
- Jacqueline Chong
- Justin Cheung
- Deno Cheung
- Raymond Chiu
- Kevin Chu
- Tang Yat-ming
- Dave Lam
- Sofiee Ng
- Kelvin Chan
- Cliff Chan
- Lai Cheung-leung